# Yulia Svyrydenko
Yulia Anatoliivna Svyrydenko (ucraniano: Юлія Анатоліївна Свириденко, pronunciado: [ˈjul⁽ʲ⁾ijɐ ɐnɐˈtɔl⁽ʲ⁾ijiu̯nɐ swɪrɪˈdɛnko]; Chernigov, 25 de dezembro de 1985) é uma política ucraniana que atua como Primeira-ministra da Ucrânia desde 17 de julho de 2025. Antes disso, ela foi Primeira Vice-primeira-ministra da Ucrânia e Ministra da Economia até substituir Denys Shmyhal como primeira-ministra como parte de uma reorganização do governo proposta pelo presidente Volodymyr Zelensky.

## Biografia
Em 2008, Yulia Svyrydenko se formou na Universidade Nacional de Kyiv do Comércio e Economia com um diploma em gestão antimonopólio. No mesmo ano, iniciou sua carreira profissional como economista em uma joint venture ucraniano-andorrana, a JSC "AMP".
Três anos depois, em 2011, tornou-se Representante Permanente de Chernigov na cidade chinesa de Wuxi, onde foi responsável pelo único escritório de representação de uma cidade ucraniana na China. Em 2015, passou a atuar como chefe do Departamento de Desenvolvimento Econômico do Oblast de Cherniguive, e, entre julho e novembro de 2018, exerceu o cargo de governadora interina da mesma região, liderando a administração estadual regional.
No cenário nacional, Svyrydenko passou a desempenhar funções de destaque a partir de 5 de maio de 2020, quando o presidente da Ucrânia, Volodymyr Zelensky, a nomeou como representante do país no subgrupo de questões sociais e econômicas do Grupo de Contato Trilateral sobre a Ucrânia. Poucos meses depois, em 22 de dezembro de 2020, foi nomeada vice-chefe do Gabinete da Presidência, substituindo Yuliya Kovaliv.
Em 4 de novembro de 2021, o Conselho Supremo da Ucrânia a nomeou Primeira Vice-Primeira-Ministra e Ministra da Economia, com o apoio de 256 parlamentares. Em agosto de 2022, o governo a autorizou a liderar o Grupo de Trabalho Interdepartamental sobre a Implementação da Política Estatal de Sanções. Nessa função, negociou com representantes de outros países, especialmente do Reino Unido, para fortalecer as sanções contra a Rússia.
Yulia Svyrydenko também ganhou destaque internacional. Em 13 de setembro de 2023, foi incluída na lista TIME100 Next da revista Time, sendo descrita como "emblemática da resiliência do povo ucraniano" (em referência à invasão russa da Ucrânia).
Em 14 de julho de 2025, o presidente Zelensky anunciou uma reformulação no governo e indicou Svyrydenko para o cargo de primeira-ministra. Sua nomeação foi aprovada pelo Conselho Supremo da Ucrânia em 17 de julho.